# Franco Balmamion
Franco Balmamion, nato Balma Mion (Nole, 11 gennaio 1940), è un ex ciclista su strada italiano.
Professionista dal 1961 al 1972, vinse due edizioni consecutive del Giro d'Italia senza mai vincere una tappa.
A seguito del decesso di Vittorio Adorni, avvenuto nel dicembre 2022, è il più anziano vincitore vivente del Giro d'Italia.

## Carriera

Balmamion in maglia Carpano

Nella sua carriera ottenne complessivamente dodici vittorie, tra cui spiccano per importanza le due edizioni del Giro d'Italia (1962 e 1963) dove riuscì ad imporsi nella classifica finale, vestendo per dodici giorni la Maglia rosa, ma senza vincere alcuna tappa.
Nel 1966 fu il capitano di una squadra appositamente creata per lui da Sanson, con la quale però non ottenne risultati. L'anno seguente passò alla Molteni con la quale vinse il Giro di Toscana, valido come Campionato italiano.
Nel suo palmarès anche una Milano-Torino, il Giro dell'Appennino del 1962 e il Campionato di Zurigo del 1963. Negli ultimi cinque anni di attività agonistica non riuscì più a vincere (nel 1967 arrivò secondo al Giro e terzo al Tour de France).
Nel 2002 uscì la biografia, curata dal giornalista ciriecese Bruno Bili, "Il campione silenzioso", edita da Bradipolibri.
Nel 2008 uscì una biografia scritta dal giornalista inglese Herbie Sykies dal titolo "The Eagle of the Canavese".

## Palmarès
- 1962 (Carpano, tre vittorie)

Classifica generale Giro d'Italia
Milano-Torino
Giro dell'Appennino
- 1963 (Carpano, tre vittorie)

Classifica generale Giro d'Italia
Meisterschaft von Zürich
Gran Premio di Svizzera (cronometro)
- 1965 (Sanson, una vittoria)

Corsa a coppie di Caen (con Italo Zilioli)
- 1966 (Sanson, una vittoria)

Gran Premio di Cirié
- 1967 (Molteni, tre vittorie)

Giro di Toscana (valido come Campionato italiano, Prova in linea)
1ª tappa, 3ª semitappa Cronostaffetta degli Abruzzi (Prati di Tivo, con Rudi Altig e Gianni Motta)
Classifica generale Cronostaffetta degli Abruzzi (con Rudi Altig e Gianni Motta)
- 1968 (Molteni, due vittorie)

1ª tappa, 3ª semitappa Cronostaffetta (Lanzo > Plesio, con Rudi Altig e Gianni Motta)
Classifica generale Cronostaffetta (con Edy Schutz e Gianni Motta)

### Altri successi
- 1962 (Carpano)

Grand Prix du Parisien (cronosquadre)
- 1966 (Sanson)

Criterium di Maggiora
- 1967 (Molteni)

Criterium di Maggiora
Criterium di Piaggiori
- 1969 (Salvarani)

Ronde des Korrigans
Criterium di Maggiora
5ª tappa, 1ª semitappa Parigi-Nizza (Tavel, cronosquadre)

## Piazzamenti

### Grandi Giri
- Giro d'Italia

1961: 20º
1962: vincitore
1963: vincitore
1964: 8º
1965: 5º
1966: 6º
1967: 2º
1968: 7°
1970: 12º
1971: ritirato (3ª tappa)
1972: 38º
- Tour de France

1963: ritirato (3ª tappa)
1967: 3º
1969: 39º
1970: 12º
1971: ritirato (10ª tappa)

### Classiche monumento
- Milano-Sanremo

1961: 60º
1962: 71º
1963: 7º
1964: 87º
1965: 3º
1966: 8º
1968: 72º
1969: 56º
1970: 89º
- Giro delle Fiandre

1963: ritirato
1968: 52º
- Parigi-Roubaix

1961: 107º
1967: 42º
1969: ritirato
- Liegi-Bastogne-Liegi

1971: ritirato
- Giro di Lombardia

1961: ritirato
1962: 16º
1965: 32º
1966: ritirato
1967: ritirato

### Competizioni mondiali
- Campionati del mondo

Salò 1962 - In linea: ritirato
Ronse 1963 - In linea: ritirato
San Sebastián 1965 - In linea: 8º
Heerlen 1967 - In linea: 30º
Imola 1968 - In linea: ritirato